# Clive Ashborn
Clive Ashborn est un acteur britannique.

## Biographie
Clive Ashborn sort diplômé en 2001 de l'Academy of Live and Recorded Arts, à Wandsworth.  Il a joué dans plusieurs pièces de théâtre, notamment les rôles de Peer Gynt dans la pièce éponyme et de Banquo dans Macbeth avant de faire carrière au cinéma. 

## Filmographie
- 2006 : V pour Vendetta : Guy Fawkes
- 2006 : Pirates des Caraïbes : Le Secret du coffre maudit : Koleniko
- 2007 : Pirates des Caraïbes : Jusqu'au bout du monde : Koleniko
- 2012 : Total Recall : Mémoires programmées : le présentateur